# Saint-Prest
Saint-Prest – miejscowość i gmina we Francji, w Regionie Centralnym, w departamencie Eure-et-Loir.
Według danych na rok 1990 gminę zamieszkiwało 2200 osób, a gęstość zaludnienia wynosiła 132 osoby/km² (wśród 1842 gmin Regionu Centralnego Saint-Prest plasuje się na 171. miejscu pod względem liczby ludności, natomiast pod względem powierzchni na miejscu 804.).